# إميل مارتيل
إميل مارتيل هو مترجم ودبلوماسي وكاتب وشاعر كندي، ولد في 10 أغسطس 1941 في أموس في كندا.